# Stroe (Gelderland)
Stroe is een dorp in de gemeente Barneveld, in de Nederlandse provincie Gelderland. Het dorp heeft 1.690 inwoners (2023).

## Ligging
Het dorp is gelegen aan de spoorlijn Amersfoort - Apeldoorn (echter zonder station), nabij de A1 (met aansluiting), op de grens van de Veluwe en de Gelderse Vallei. De ten zuidwesten van het dorp gelegen buurtschap Garderbroek behoort ook tot Stroe.

## Geschiedenis
Stroe is waarschijnlijk een van de oudste nederzettingen van Nederland.
Tussen 1881 en 1937 was er station Stroe, een treinstation dat ook nog in de Tweede Wereldoorlog door de Wehrmacht werd gebruikt. Mede daardoor lag het dorp in de oorlogsjaren verschillende malen onder vuur, waarbij tientallen doden vielen. Het perron, dat in de jaren vijftig en zestig soms nog voor militaire verlofgangerstreinen werd gebruikt, is eind 2015 verwijderd. Het vroegere stationskoffiehuis bestaat nog in de vorm van het huidige Café-restaurant de Rotterdammer.
Bij het station van Stroe opende in 1930 de Coöperatieve Aankoop- en Handelsvereniging Barneveld een filiaal. Later heeft zich in deze gebouwen de Twilmij gevestigd, een producent van mineralenmengsels voor de veevoederindustrie. In 2017 werd Twilmij onderdeel van Koninklijke DSM. De originele silo is bewaard gebleven en vormt thans een van de markante gebouwen van Stroe. Boven in de silo bevindt zich een analoge klok. Daarmee heeft het dorp zonder de aanwezigheid van een kerkgebouw toch een klokkentoren.
Op 22 juni 2022 was Stroe de locatie van een landelijke demonstratie van boeren tegen de stikstofplannen van minister Christianne van der Wal. De boer op wiens land de boeren zich verzamelden, had zijn bedrijf gezien op de kaart van de minister. In de regio moest 60% van de landbouwbedrijven verdwijnen ten behoeve van de natuur. Twee dagen later lekte een geheim plan van de provincie Gelderland uit, om Stroe vol te bouwen met 25.000 woningen. Stroe City noemde de provincie dat scenario. De bewering van de boeren dat het helemaal niet om de natuur ging, kreeg daarmee aanzienlijk meer geloofwaardigheid.

## Voorzieningen
In Stroe bevindt zich dorpshuis De Hofstee. Verder zijn in Stroe onder andere een galerie, meerdere autogarages, een basisschool, een supermarkt en diverse horeca-gelegenheden. Langs de A1 is ter hoogte van Stroe Rustplaats Tolnegen ingericht, met een tankstation, een Burger King en een La Place-restaurant gevestigd, alsook het MPC Stroe, waar sinds 1999 Nederlandse militairen worden opgesloten die tot straffen tot zes maanden zijn veroordeeld.

## Sport en recreatie
Elk voorjaar wordt de Megapull Stroe gehouden. Dit betreft een Truck & Tractorpulling wedstrijd waarin gestreden wordt om de punten voor de nationale competitie. Stroe is gelegen aan de Europese wandelroute E11, ter plaatse beter bekend als Marskramerpad. De route komt via Bato's erf vanuit de richting Veenhuizerveld en vervolgt richting Kootwijk.

## Vervoer
Ten noorden van Stroe is busstation Wittenberg, midden in het bos op een kruispunt van buslijnen, met knooppuntdienstregeling (met bij dit kruispunt ook de Generaal-majoor Kootkazerne).